# Cortambert
Cortambert ist eine französische Gemeinde mit 271 Einwohnern (Stand: 1. Januar 2022) im Département Saône-et-Loire in der Region Bourgogne-Franche-Comté (vor 2016 Bourgogne). Die Gemeinde gehört zum Arrondissement Mâcon und zum Kanton Cluny (bis 2015: Kanton Saint-Gengoux-le-National). Die Einwohner werden Cortambergeois genannt.

## Geografie
Cortambert liegt etwa 19 Kilometer nordwestlich von Mâcon und etwa 36 Kilometer südsüdwestlich von Chalon-sur-Saône.
Nachbargemeinden von Cortambert sind Bray im Norden, Blanot im Osten und Nordosten, Donzy-le-Pertuis im Südosten, Cluny im Süden, Lournand im Westen sowie Massilly im Westen und Nordwesten.

## Bevölkerungsentwicklung
| Jahr                      | 1962 | 1968 | 1975 | 1982 | 1990 | 1999 | 2006 | 2011 | 2016 |
| Einwohner                 | 250  | 240  | 230  | 191  | 180  | 201  | 203  | 218  | 234  |
| Quelle: Cassini und INSEE |      |      |      |      |      |      |      |      |      |

## Sehenswürdigkeiten

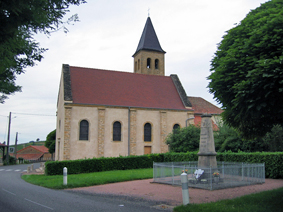
Kirche Saint-Maurice

- Kirche Saint-Maurice, 1784 erbaut
- Burg Boutavant